# آیتسمیک اورارتو
آیتسمیک اورارتو (ارمنی: Այծեմնիկ ՈՒրարտու؛ انگلیسی: Aytsemnik Urartu؛ ۱۵ سپتامبر ۱۸۹۹ – ۱۹۷۴) مجسمه‌ساز ارمنی‌تبار اهل ارمنستان بود.

## زندگی‌نامه
وی در ۱۵ سپتامبر ۱۸۹۹ در قارص به دنیا آمد و در تفلیس تحصیل نمود. وی همچنین برنده جوایزی همچون نقاش مردمی ارمنستان شوروی شد. وی در ۱۷ دسامبر ۱۹۷۴ در سن ۷۵ سالگی در ایروان درگذشت و در پانتئون کومیتاس به خاک سپرده شد.

## نگارخانه

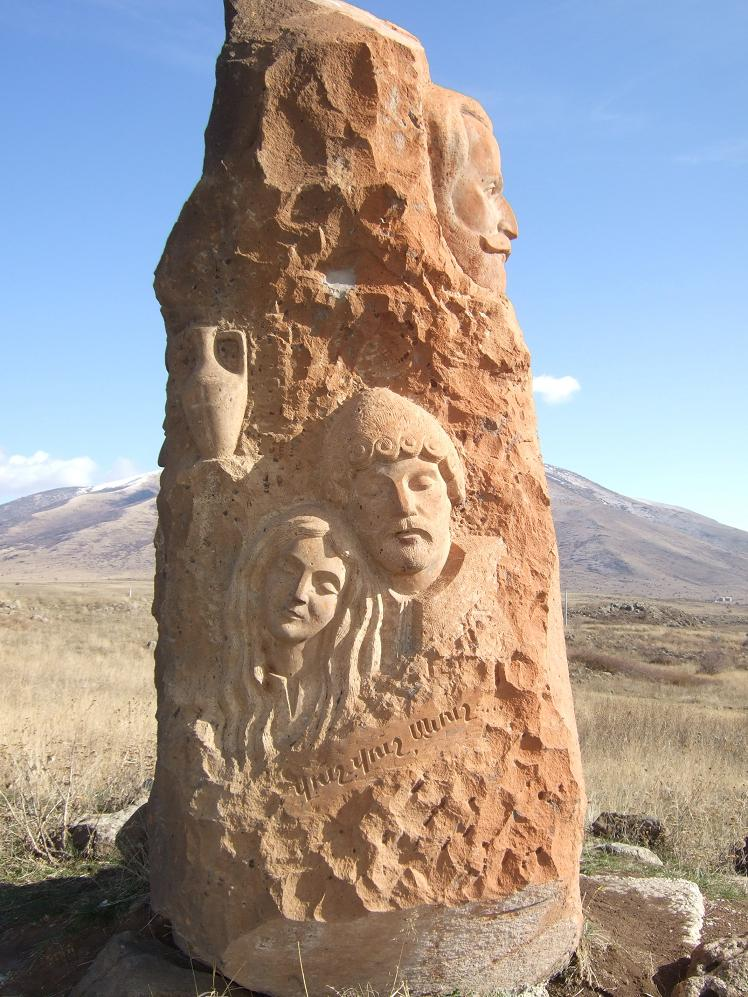
Անուշը
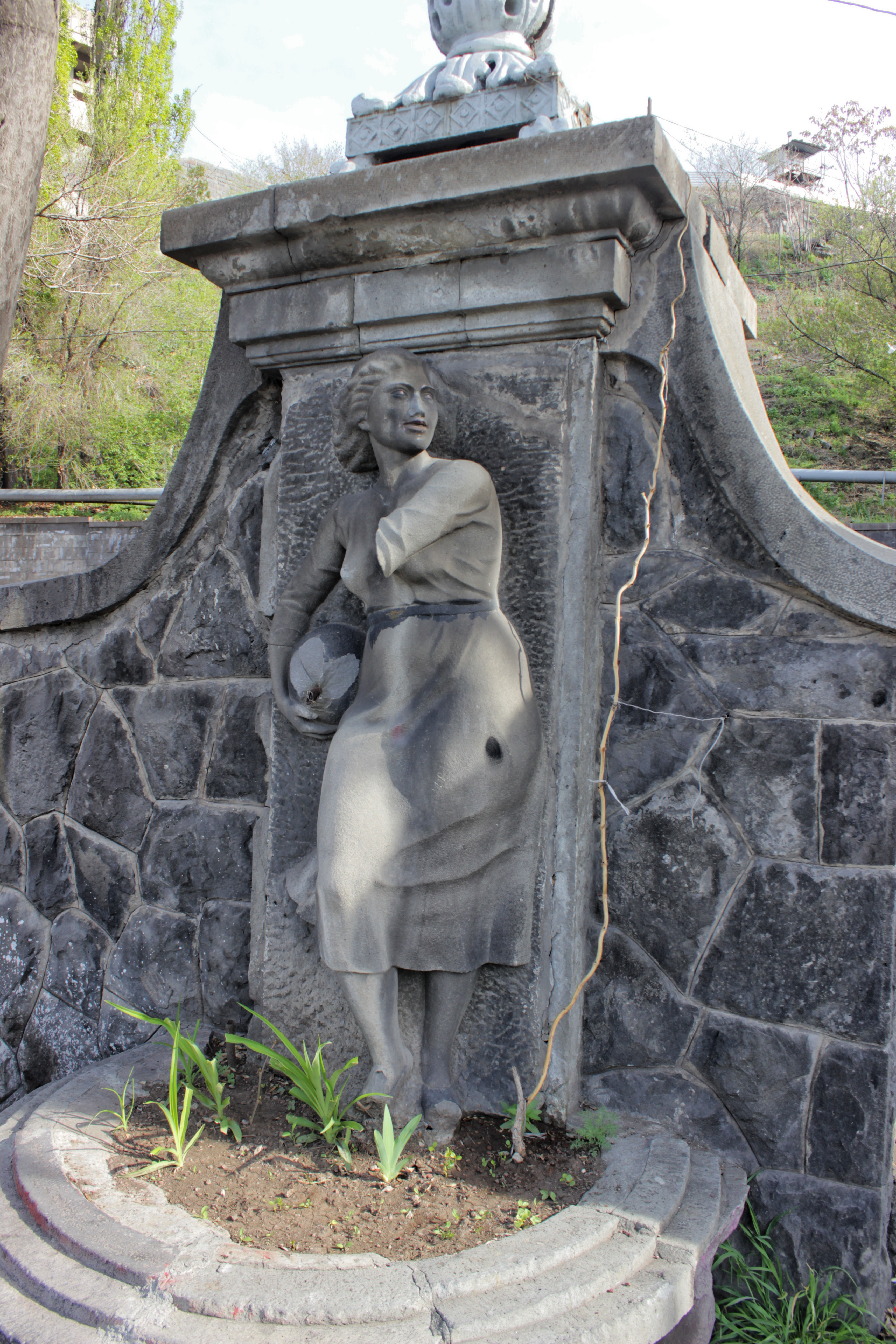
Կժով աղջիկը
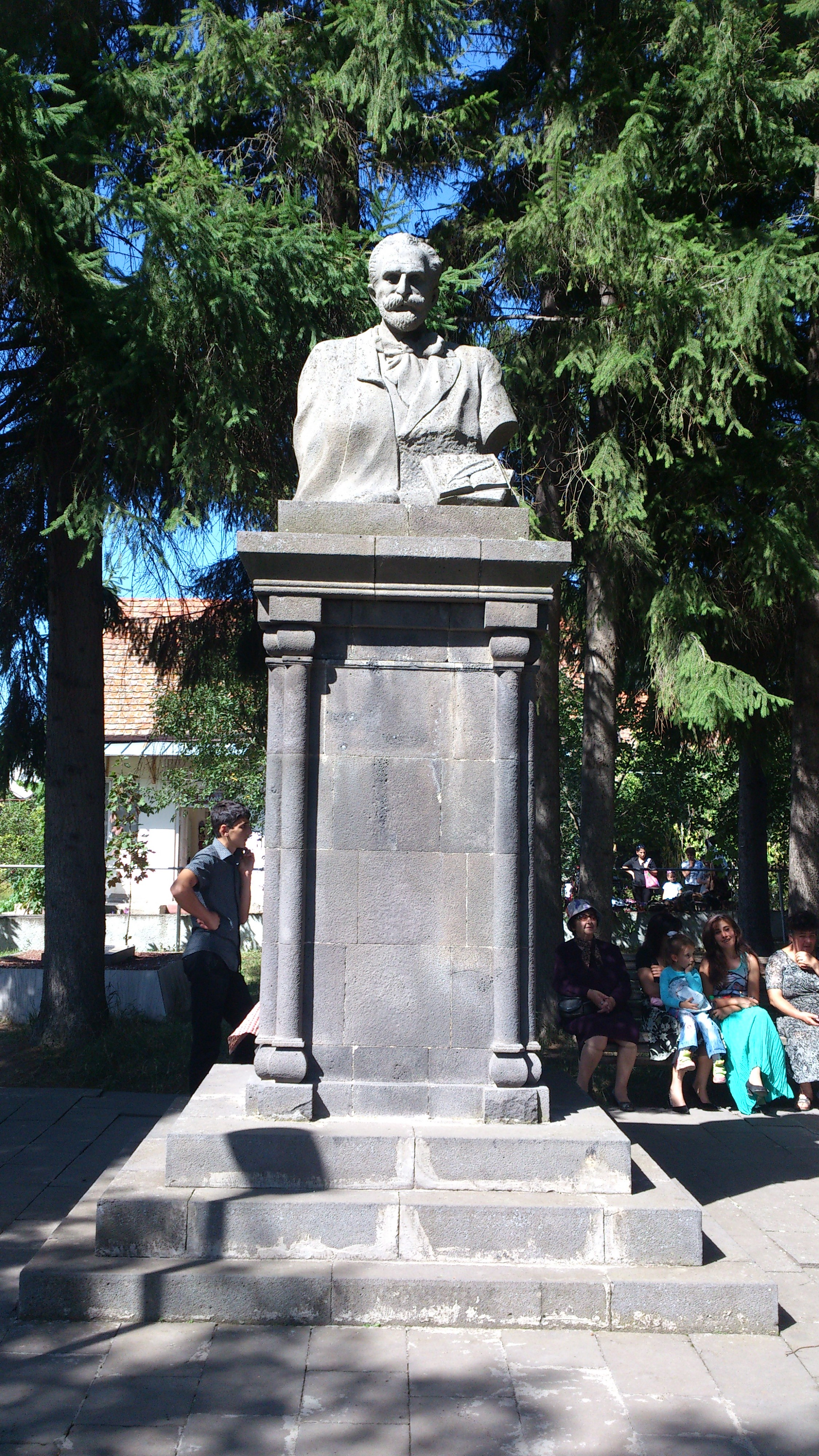
Հովհաննես Թումանյանի կիսանդրին Դսեղում